# Ostrov, Ryssland

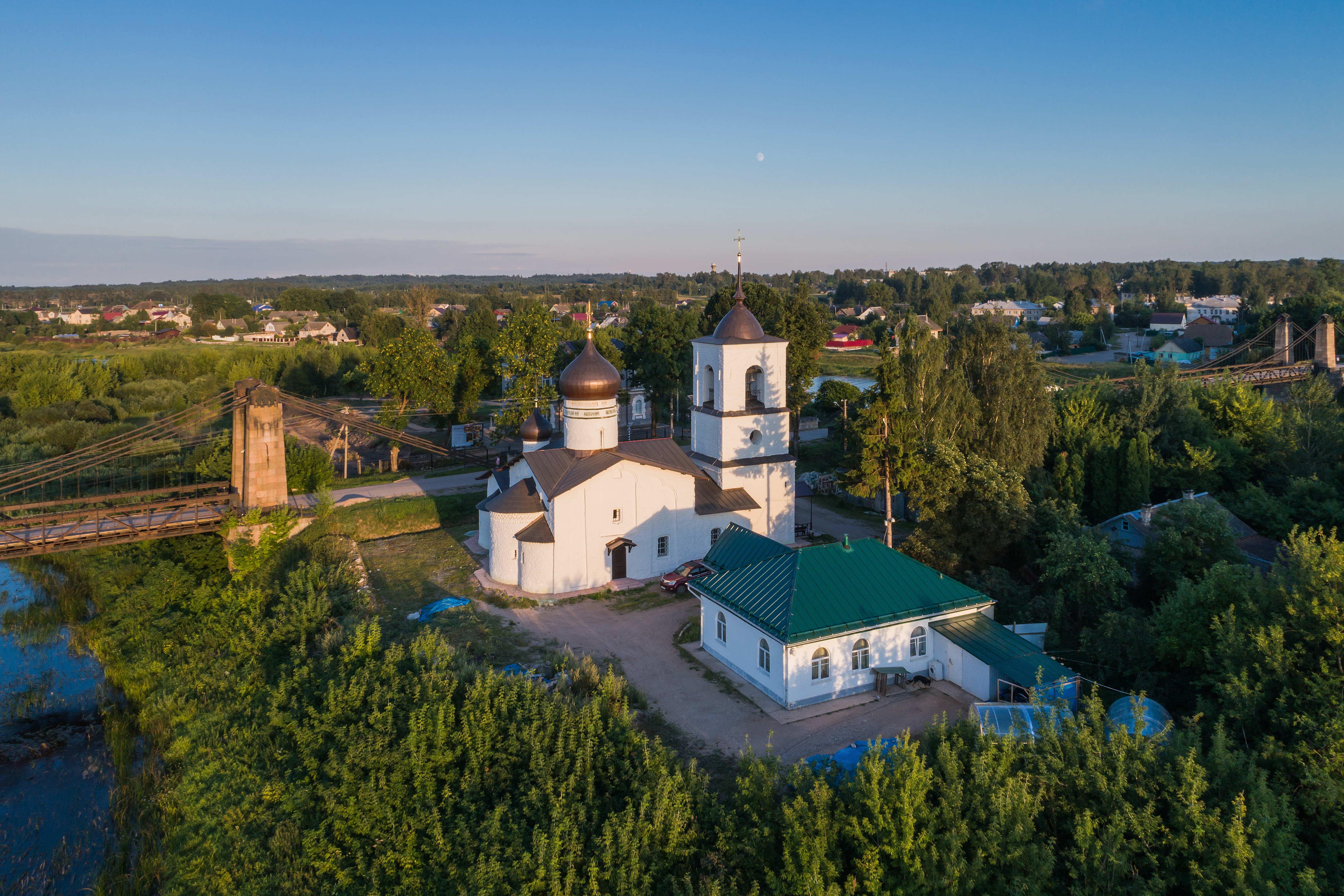
Kyrka i Ostrov.

Ostrov (ryska Остров) är en stad i Pskov oblast i Ryssland. Staden ligger 55 km söder om Pskov, vid floden Velikaja som mynnar i sjön Peipus. Folkmängden uppgick till 20 773 invånare i början av 2015.